# Threne
Die Threne ist ein linksseitiger Nebenfluss der Parthe in Sachsen. Sie hat ein Einzugsgebiet von 47,2 km² und ist etwa 11,3 Kilometer lang (mit Pösgraben etwa 13,7 Kilometer).

## Name
Das Gewässer wurde im Jahr 1447 als Trennaw erstmals schriftlich erwähnt. Der Name stammt vom altsorbischen Drenova mit der Bedeutung „Ort, wo es Kornelkirschen gibt“.

## Verlauf
Die Threne entspringt im Belgershainer Ortsteil Threna im Landkreis Leipzig und fließt anfangs nach Osten in Richtung Köhra. Sie ändert noch vor Köhra ihre Fließrichtung auf Nordost bis zum Wasserwerk 2 Naunhof und wendet sich nordwestlich in Richtung Kleinpösna und nimmt linksseitig den Markgraben auf. Nördlich von Fuchshain ändert die Threne ein letztes Mal ihre Hauptfließrichtung grob auf Nord.
Nach Unterquerung der A 38 zwischen Kleinpösna und Albrechtshain fließt die Threne etwa 600 Meter über Leipziger Stadtgebiet und nimmt dort von links den Langgraben und von rechts den Mittelgraben auf. Anschließend unterquert sie die A 14 und nimmt westlich des Beuchaer Ortsteiles Wolfshain von links den Insterbruchgraben und den Pösgraben auf, welcher am Zusammenfluss etwa 2,4 Kilometer länger ist als die Threne. Die Threne mündet schließlich im Borsdorfer Ortsteil Zweenfurth linksseitig in die Parthe.

## Fauna
An der Threne wurde in Kleinpösna 2002 der Fischotter nachgewiesen.